# Occupazione delle Samoa tedesche
L'occupazione delle Samoa tedesche avvenne durante la prima guerra mondiale, quando la Nuova Zelanda occupò l'allora protettorato tedesco per ordine del re Giorgio V del Regno Unito.
L'operazione, che durò pochi giorni, cominciò verso la fine di agosto 1914, con lo sbarco del Samoa Expeditionary Force, che rimase nel territorio fino al 1915, mentre il suo comandante, il colonnello Robert Logan, continuò ad amministrare le Samoa tedesche per conto del governo della Nuova Zelanda fino al 1919. L'occupazione del protettorato fu la prima azione militare della Nuova Zelanda nella prima guerra mondiale.

## Antefatti
Alcuni giorni dopo lo scoppio della prima guerra mondiale, il 5 agosto 1914, il governo della Nuova Zelanda autorizzò la formazione della New Zealand Expeditionary Force (NZEF). Il giorno dopo la dichiarazione di guerra, il governo britannico chiese alla Nuova Zelanda di impossessarsi urgentemente della stazione radio delle Samoa tedesche, un protettorato dell'Impero tedesco.
Sin dai tempi di Richard Seddon, primo ministro della Nuova Zelanda dal 1893 al 1906, il governo neozelandese aspirava a controllare le Samoa e, già prima dell'inizio del conflitto, i piani per l'occupazione delle Samoa erano stati stabiliti dal comandante della New Zealand Army, il maggiore generale Alexander Godley. La richiesta britannica fu immediatamente accolta e fu impartito a Godley l'ordine di reclutare una forza specificamente incaricata a questo scopo.
Il Samoa Expeditionary Force (SEF), formato principale da volontari provenienti dai distretti militari di Auckland e Wellington, fu composto con tre compagnie di fanteria, una batteria di cannoni da campo, una sezione di ingegneri, ingegneri ferroviari e segnalatori, personale della Royal Naval Riserve, alcune ambulanze, nonché da infermieri e cappellani. Il colonnello Robert Logan, membro del Corpo di Stato Maggiore della Nuova Zelanda e comandante del distretto militare di Auckland, fu nominato al comando del SEF. Al momento della prima parata formale, che si tenne l'11 agosto 1914, il SEF era composto da oltre 1400 membri.

## Occupazione

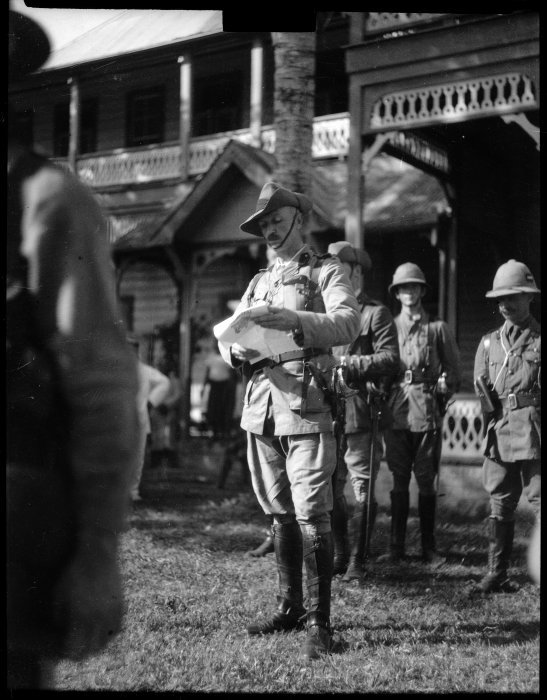
Il colonnello Robert Logan mentre legge una dichiarazione ad Apia il 30 agosto 1914

Il SEF partì dalla Nuova Zelanda il 15 agosto 1915 su un convoglio di navi scortate dall'incrociatore HMS Philomel delle forze navali neozelandesi insieme all'HMAS Pyramus e all'HMAS Psyche della Marina australiana. Gli incrociatori di scorta, tutti di classe "P", erano ritenuti obsoleti e non in grado di competere con l'Ostasiengeschwader del viceammiraglio Maximilian von Spee e con i suoi incrociatori corazzati SMS Scharnhorst e SMS Gneisenau. Pertanto venne stabilito che il convoglio avrebbe mantenuto i contatti alle Figi con l'incrociatore da battaglia HMAS Australia e l'incrociatore francese Montcalm. Tuttavia, il giorno dopo aver lasciato la Nuova Zelanda e all'insaputa del governo neozelandese, l'Ammiragliato britannico decise che il convoglio si sarebbe diretto a Numea, in Nuova Caledonia. Qui il convoglio fu raggiunto dalla HMAS Australia, dalla Montcalm e dall'incrociatore HMAS Melbourne. L'intera spedizione, ora sotto il comando del contrammiraglio George Edwin Patey, proseguì per le Figi. Qui diversi interpreti samoani si unirono al SEF, che il 27 agosto salpò per le Samoa.

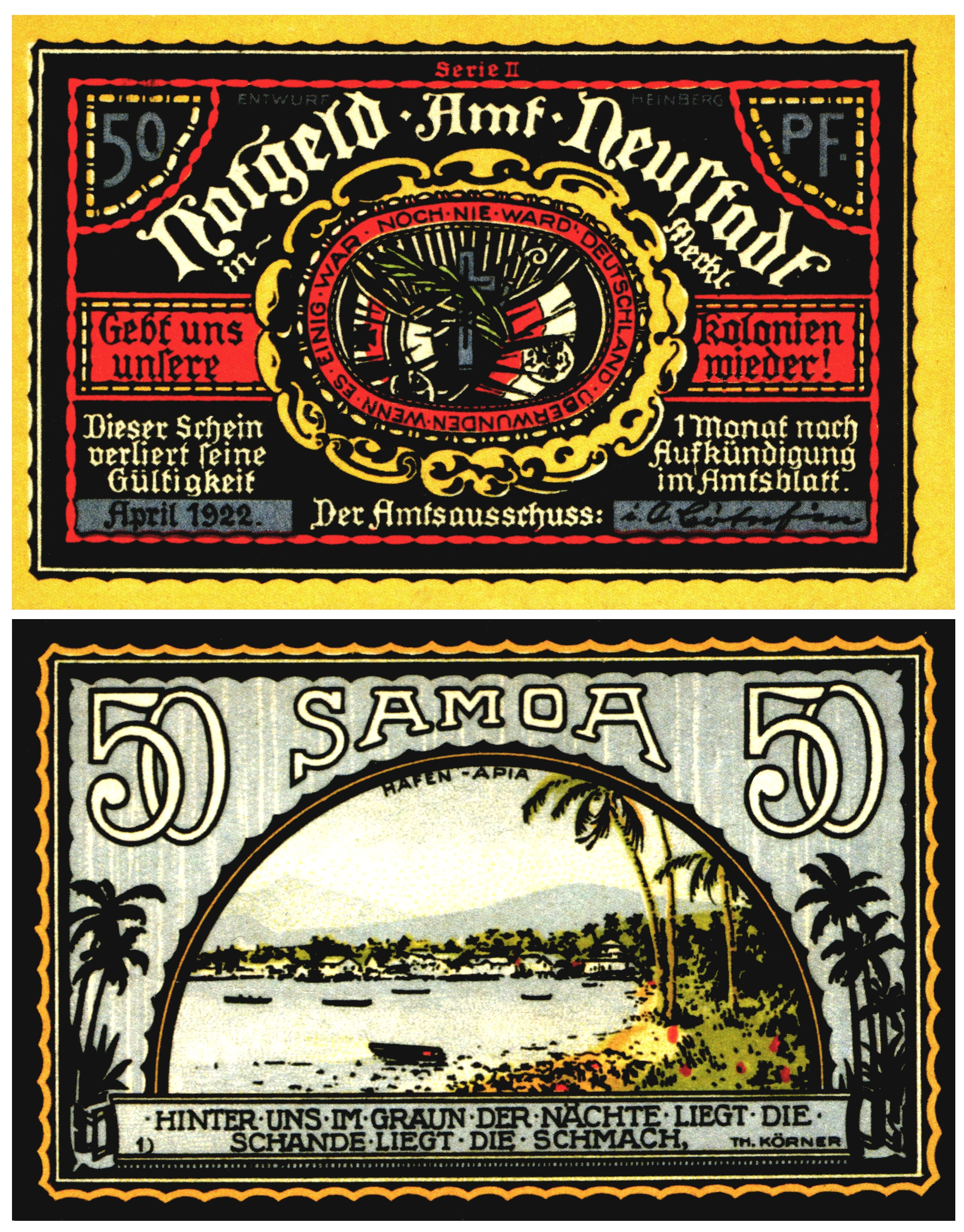
Banconota tedesca "Notgeld" del 1922. Il testo descrive la perdita della colonia.

Il convoglio arrivò al largo di Apia, sull'isola principale delle Samoa, Upolu, la mattina del 29 agosto. In quel momento l'Impero tedesco ad Apia disponeva solo di circa 100 milizie locali (conosciute come Fita-fita) e di nessuna struttura difensiva. Secondo l'intelligence delle autorità australiane, l'opposizione sarebbe stata probabilmente formata da circa 80 persone, un gruppo di ufficiali tedeschi e una cannoniera. Tuttavia i tedeschi potevano contare sull'appoggio dei samoani per la difesa da eventuali tentativi di sbarco. Il governatore delle Samoa tedesche, Erich Schultz, si recò alla stazione radio dopo aver osservato l'avvicinarsi del convoglio.
Mentre le navi da guerra australiane, insieme alla Montcalm, si fermarono al largo di Apia, la Psyche si diresse verso il porto della città. Furono rilevate trasmissioni dalla stazione radio, che però cessarono in seguito agli ordini di Patey. Dopo un'ora, un messaggio di Schultz indicò che, sebbene la Germania non avrebbe ufficialmente ceduto il proprio protettorato, non ci sarebbe stata nessuna resistenza allo sbarco dei neozelandesi. Dopo aver ricevuto questa notizia, le truppe iniziarono a dirigersi verso la riva a bordo di alcune scialuppe. Gli edifici governativi, compreso l'ufficio postale e lo scambio telegrafico, furono occupati nella prima serata, mentre un gruppo fu inviato alla stazione radio, a diversi chilometri di distanza, vicino al capolinea della Telefunken Railroad. All'arrivo dei neozelandesi, verso mezzanotte, gli operatori tedeschi avevano già sabotato gran parte dell'attrezzatura, rendendola inoperante.
Il giorno successivo, davanti al tribunale, si svolse un innalzamento cerimoniale della Union Jack, con Logan che dichiarò l'occupazione delle Samoa da parte del governo della Nuova Zelanda in nome del re Giorgio V. Il danno alla stazione radio però impedì di comunicare il successo dell'operazione in Nuova Zelanda fino alla sua riparazione, il 2 settembre successivo. Nel frattempo arrivarono i primi rifornimenti e fu costruita una linea ferroviaria che collegava il porto di Apia alla stazione radio.

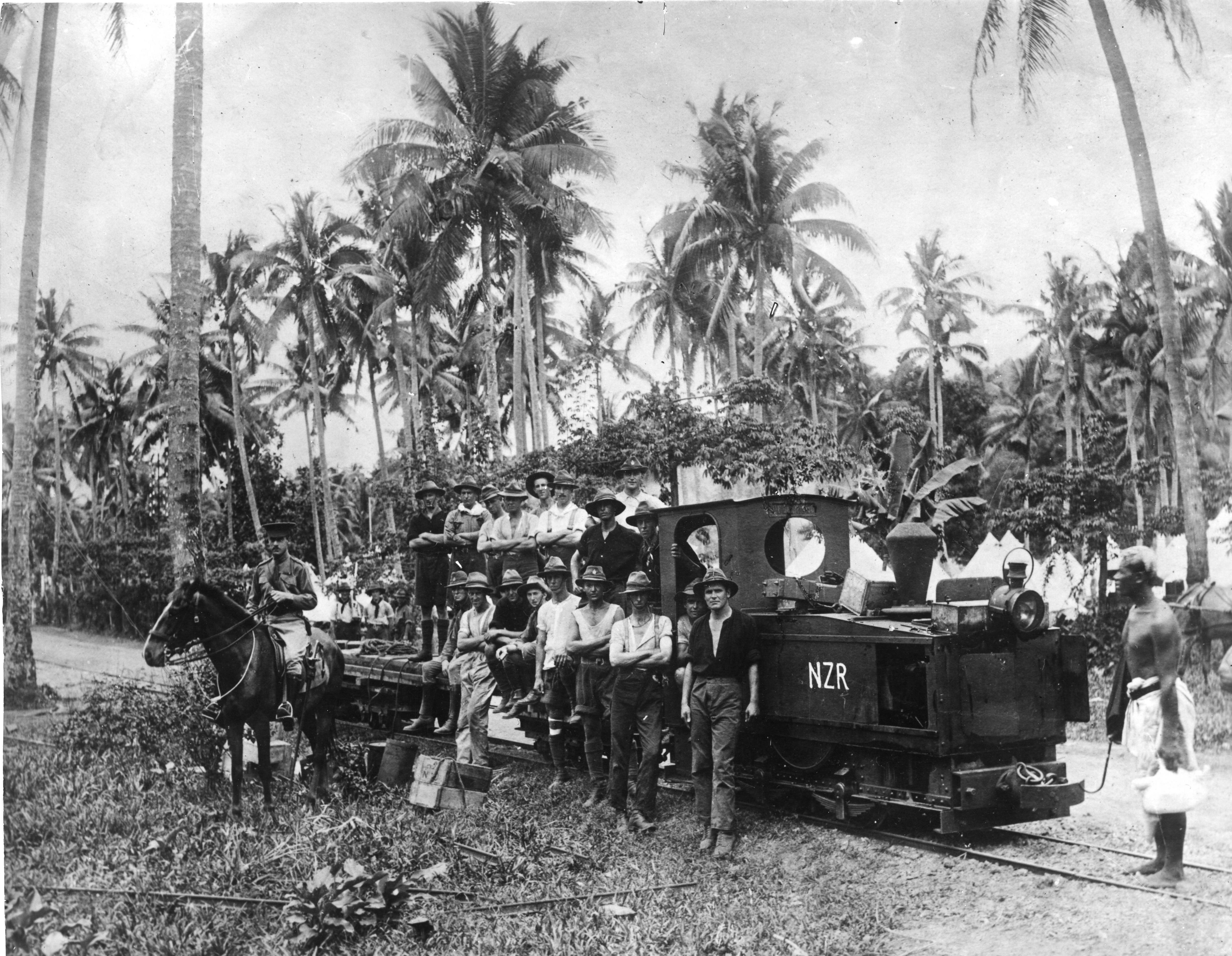
Truppe neozelandesi alle Samoa

Dopo aver completato l'operazione, le navi australiane, più la Montcalm, partirono per unirsi alla forza di spedizione militare e navale australiana che aveva il compito di conquistare la Nuova Guinea tedesca. Nei giorni successivi partirono anche i restanti incrociatori di classe P; due di essi salparono per le Samoa Americane e le Tonga, per informare le rispettive autorità dell'occupazione delle Samoa tedesche. Il Pyramus portò con sé cinque prigionieri tedeschi, incluso Schultz, alle Figi.
Gli incrociatori tedeschi Scharnhorst e Gneisenau si diressero alle Samoa dopo che l'ammiraglio von Spee venne a conoscenza dell'occupazione. Arrivò al largo di Apia il 14 settembre, tre giorni dopo la partenza dell'ultimo degli incrociatori alleati. L'avvicinarsi delle navi tedesche fu osservato dai neozelandesi, che presidiarono prontamente le loro difese, mentre molti civili, temendo possibili scontri, decisero di dirigersi verso le colline. Nonostante ciò non vi fu alcuno scambio di colpi di arma da fuoco e Von Spee si allontanò. Secondo lo storico J.A.C Gray, von Spee riteneva uno sbarco da parte delle forze sotto il suo controllo solo un vantaggio temporaneo, poiché il mare era dominato dagli Alleati.

## Conseguenze
Il SEF restò nei territori occupati fino al marzo 1915, mentre Logan rimase e continuò ad amministrare l'ex protettorato per conto del governo della Nuova Zelanda fino al 1919. Il suo mandato fu oggetto di critiche per la sua gestione della pandemia di influenza spagnola, che dal suo arrivo nell'isola, nel novembre 1918, uccise oltre 7500 persone.
Dal 1920 fino all'indipendenza delle Samoa nel 1962, la Nuova Zelanda governò le isole, prima come Mandato di Classe C della Società delle Nazioni e poi, dal 1945, come Territorio fiduciario delle Nazioni Unite.